# Juan Bermudo
Juan Bermudo (ur. ok. 1510 w Écija w Andaluzji, zm. ok. 1565) – hiszpański teoretyk muzyki i kompozytor, franciszkanin (OFM).

## Życiorys
Podstawy edukacji muzycznej odebrał w rodzinnym mieście, później zaś kształcił się w Sewilli. Studiował matematykę na uniwersytecie w Alcalá de Henares. W 1525 roku wstąpił do zakonu franciszkanów. Około 1550 roku przypuszczalnie przebywał na dworze księcia Arcos Luisa Cristóbala Ponce de León. Od 1560 roku był definitorem prowincji franciszkańskiej w Andaluzji.

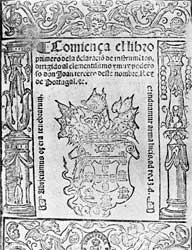
Strona tytułowa traktatu Declaración de instrumentos, 1549

Był autorem trzech traktatów poświęconych muzyce, z których wydany jako ostatni Declaración de instrumentos musicales (wyd. Osuna 1555) stanowi kompilację materiałów z dwóch poprzednich. Zawarte są w nich rozważania na temat śpiewu monofonicznego i polifonicznego oraz budowy i technikach gry na różnych instrumentach (m.in. organach, klawikordzie, lutni, harfie i vihueli). Autor wykazał się znajomością ówczesnych europejskich i arabskich teorii muzycznych. W zakończeniu Declaración... umieszczono zapis dziewięciu kompozycji organowych.